# Sony Building
O Sony Building

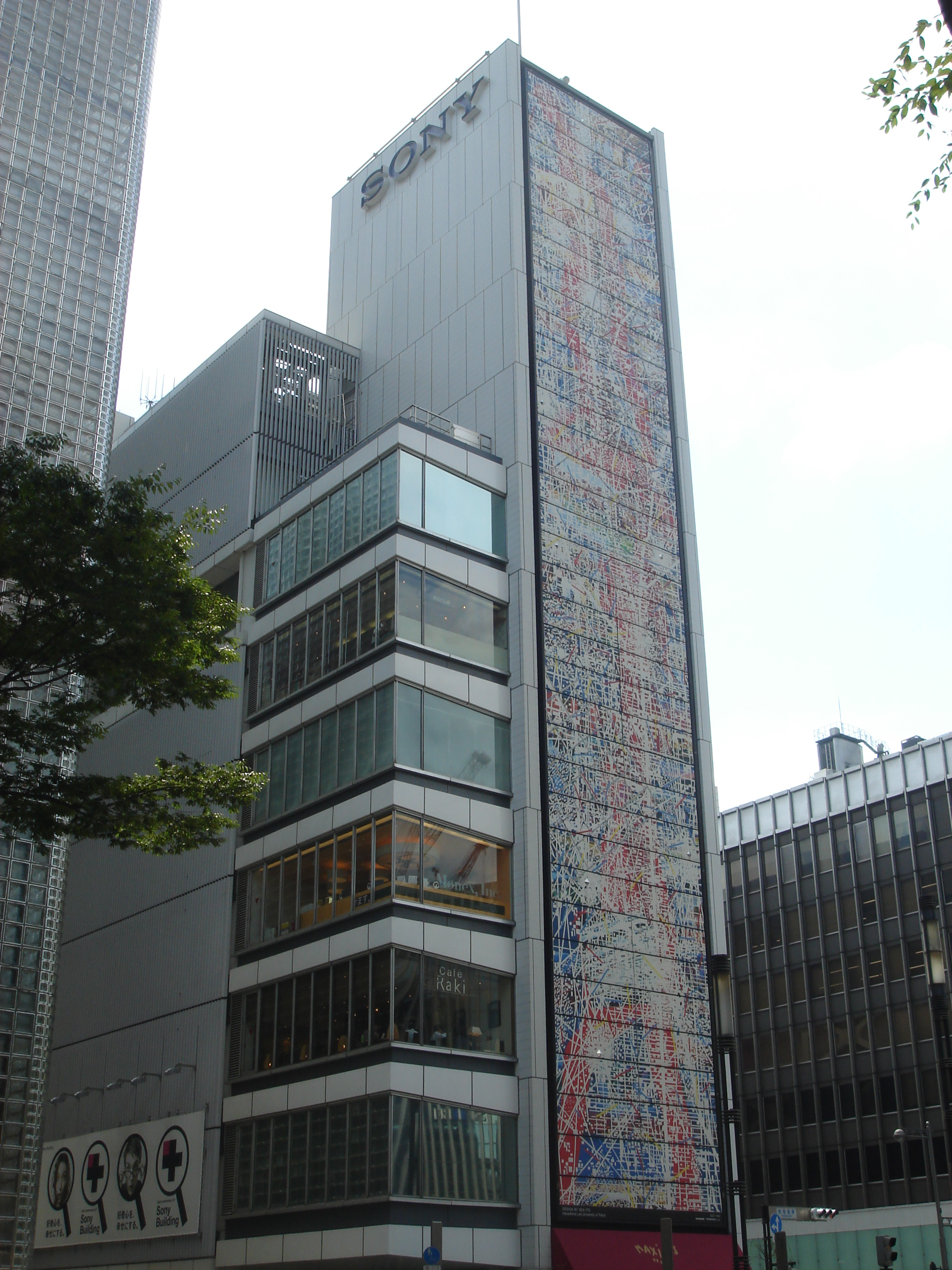
The Sony Building em Ginza

A Sony Building, projetado pelo arquiteto japonês Yoshinobu Ashihara e aberto em 1966 em Tokyo Ginza ward, Chūō-ku. É um excelente exemplo do início das torres japonesas , e se situa na posição proeminente na Harumi Dori, A ginza, que é uma das primeiras torres construídas em Tóquio.
O edifício é também um belo exemplo da arquitetura pós-moderna.
A forma atual do prédio da Sony foi desfeita em 31 de março de 2017 e o renascido Sony Building será construído no mesmo local e será inaugurado em 2022. Durante este período, a terra será transformada em um parque para uso recreativo até o verão de 2020, quando os Jogos Olímpicos e Paralímpicos de Tóquio serão realizados.